# Benimarfull (kommunhuvudort)
Benimarfull är en kommunhuvudort i Spanien.   Den ligger i provinsen Provincia de Alicante och regionen Valencia, i den östra delen av landet, 300 km sydost om huvudstaden Madrid. Benimarfull ligger 420 meter över havet och antalet invånare är 467.
Terrängen runt Benimarfull är huvudsakligen kuperad, men västerut är den bergig. Runt Benimarfull är det glesbefolkat, med 20 invånare per kvadratkilometer. Närmaste större samhälle är Alcoy, 10,6 km sydväst om Benimarfull. Trakten runt Benimarfull består till största delen av jordbruksmark.